# Gat Rimmon
Gat Rimmon (hebr.: גת רימון) – moszaw położony w samorządzie regionu Derom ha-Szaron, w Dystrykcie Centralnym, w Izraelu.

## Historia
Moszaw został założony w 1926.

## Gospodarka
Gospodarka moszawu opiera się na intensywnym rolnictwie.